# نوكيا N78

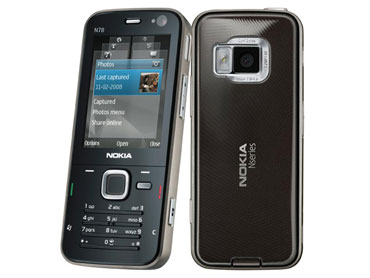

هو هاتف من هواتف نوكيا من الفئة "N" ويعتبر من الهواتف متوسطة الإمكانات مقارنةً بأجهزة الفترة التي صدر فيها.

## معلومات عامة عن الهاتف
يتميز الهاتف بدعم لمعظم شبكات الهواتف العاملة في القارات الست فهو يدعم:
GSM 850 / 900 / 1800 / 1900 وهي من شبكات الجيل الثاني ويدعم أيضا
HSDPA 900 / 2100 وهي شبكة الجيل الثالث
و قد تم الإعلان عن الهاتف في شهر فبراير 2008 إلا أنه أصبح متوافر في الاسواق في شهر مايو 2008.
و أبعاد الهاتف هي 113 x 49 x 15.1 mm, 76.5 cc أما وزن الهاتف الذي يعتبر من أخف هواتف نوكيا من الفئة "N" هو 102 جرام تقريبا.
و يحتوي الهاتف على شاشة من نوع TFT تحتوي على 16 مليون لون وتحتوي على 240 *320 خلية بطول 2.4 بوصة

### الذاكرة
يحتوي الهاتف على ذاكرة داخلية بمساحة 76 ميجابيت وذاكرة خارجية "micro SD"
حتى 8 جيجا ولكن المتوافرة في علبة البيع هي بمساحة 2 جيجا
و يحتوي الهاتف على معالج بسرعة 369 ميجا هيرتز من نوع AMR 11

## المميزات الرئيسية
- يحتوي الهاتف على نظام تشغيل سيمبيان s60 النسخة الثالثة
- يحتوي الهاتف على تكنولوجيا البلوتوث ومخرج توصيل من نوع usb2
- يحتوي الهاتف على متصفح للانترنت يدعم الصيغ WAP 2.0/xHTML, HTML, RSS
- يحتوي الهاتف على مشتقبل GPS "نظام تحديد الموقع"
- يحتوي الهاتف على برنامج خرائط نوكيا
- يدعم الهاتف تنزيل الألعاب والبرامج من نوع Java
- يحتوي الهاتف على wlan
- يحتوي الهاتف على راديو مدمج وميزة اضغط لتتكلم
- يحتوي الهاتف على منفذ توصيل سماعات 3.5 مم
- يحتوي الهاتف على قارئ ملفات word,excel,PowerPoint
- يحتوي الهاتف على كاميرا مدمجة بدرجة وضوح 3.2 ميجا بيكسل مع فلاش وتحديد للبؤرة